# Conus musatella
Conus musatella é uma espécie de gastrópode do gênero Conus, pertencente a família Conidae.